# Rock del Perú
El denominado rock peruano es una denominación musical muy amplia, aplicada a cualquier variedad de rock and roll, blues rock, jazz rock, pop rock, punk rock, new wave, garage rock, ska punk, rock psicodélico, hard rock, heavy metal, metal alternativo y otros estilos musicales afines, creado, producido o generado de alguna forma en ese país. El género se desenvolvió en varias épocas desde la primera escena (1963-1979), pasando por procesos de transición y escenas independientes-alternativas desde los años 1980.
La primera etapa tuvo sus primeras grabaciones a mediados de los años 1950, pero fue en la década siguiente, cuando el garage rock, el proto punk, el rock psicodélico, el rock instrumental y el rock and roll, se apoderarían de la escena limeña, principalmente dando una cantidad de bandas que experimentaban con nuevos sonidos tanto británicos como estadounidenses de la época. Grupos como Los Saicos, Los York's, Los Shain's o solistas como Jean Paul "El Troglodita", influenciados principalmente en The Beatles, entre muchos más diversificarían y enriquecerían la movida peruana tanto en Lima como en las provincias.
Para 1969, muchas bandas siguieron apareciendo y para inicios de la década de 1970, se había alcanzado el rock progresivo, el rock psicodélico, el latin rock, el hard rock, el heavy metal y el jazz rock. Aparecen grupos como Laghonia, Black Sugar, Tarkus, Traffic Sound, Telegraph Avenue, PAX, The Mad's, entre muchas más estaban en su máxima exploración musical al nivel de muchas bandas estadounidenses y europeas de aquel entonces. Durante la llamada segunda fase del gobierno militar, liderada por Morales Bermúdez desde 1975, todas estas corrientes se irían apagando poco a poco hasta entrar en un periodo casi nulo de grabaciones para la segunda mitad de los años setenta.
Para el inicio de la década de los ochenta, y ya recuperada la democracia, el rock peruano resurgió con nuevas bandas como Frágil, Río, Arena Hash, Imágenes, Danai y Pateando Latas, Autocontrol, JAS, Dudó; y solistas como Miki González, quienes tuvieron mucha popularidad en el circuito comercial. En el ámbito del denominado rock subterráneo, también en esa década, surgen bandas como Narcosis, Zcuela Crrada, Leuzemia, Guerrilla Urbana, Autopsia, QEPD Carreño, Eutanasia, Gx3, Voz Propia, Cardenales, Lima 13, etc.
Para los años noventa, se hizo fusiones del rock con ritmos populares, pero sería a finales del año, que el rock alternativo con bandas influenciadas por el grunge y el britpop como Cementerio Club, Libido, Huelga de Hambre, Los Vagabundos, Avispón Verde, Pedro Suárez-Vértiz, La Liga del Sueño, Amén y Mar de Copas como principales representantes de este movimiento. En ese periodo, el rock cambió su enfoque poético para abordar otros temas políticos y sociales.
A inicios del 2000, el Instituto Nacional de Cultura declaró al rock peruano como «una manifestación cultural de expresión universal, que forma parte de la diversidad cultural del Perú». Bandas como ZEN, Madre Matilda, Índigo, TK, Nova XXI y muchas más pasarían finalmente de sus fronteras y conquistarían los primeros premios MTV.

## Orígenes e inicios

### Periodo 1955-1959
La primera vez que se escuchó masivamente rock & roll en el Perú fue el 28 de agosto de 1955 durante el estreno de Blackboard Jungle en el cual se ejecutaba el tema Rock Around the Clock de Bill Haley & His Comets. El impacto del film en la juventud fue impresionante, ya que suscitó una identificación inmediata en los jóvenes.
Durante el verano de 1957, Los Millonarios del Jazz y Eulogio Molina y sus Rock and Rollers lanzaron, casi simultáneamente, los primeros discos de 45 de rock grabado por músicos peruanos, seguidos por sendos LP de 10 pulgadas. Ambos con cantantes extranjeros.

### Primeros estilos, Rock and Roll y Proto Punk (década de 1960)

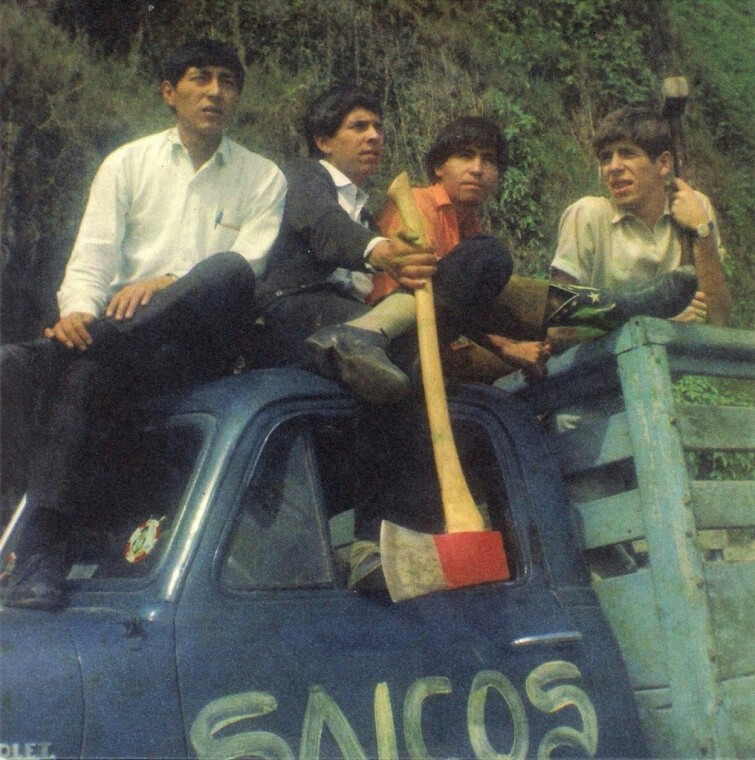
Los Saicos en 1966

A inicios de la década de 1960, empezaría una movida muy fuerte y la aparición de muchas bandas, las cuales tendrán cabida en los distritos de Miraflores y en el Callao.
De esta forma, en Miraflores se empezarían a llevar a cabo las primeras movidas de rock en donde sonaban bandas como Los Kreps, Los Sunset, Conjunto Astoria, Los Zodiac, Los Alfiles y Los Stars.
También alcanzaría el éxito Jorge Botteri con su estilo Rock and roll y Twist. En 1963 la banda proveniente del Callao llamada Los Incas Modernos editaron uno de los primeros álbumes de rock peruano.
En 1964, surge Los Saicos, una banda del Distrito de Lince considerada como una de las principales exponentes del Proto-Punk en el mundo componiendo temas propios en Castellano, lo cual no era común en esa época. Dicha banda tomó elementos del Surf Rock, así como de la banda estadounidense The Trashmen, principalmente de su interpretación del tema «Surfin' Bird». Su mayor éxito y que los inmortalizaría fue el tema «Demolición», el cual se mantiene vigente hasta nuestros días, siendo reinterpretado años después por bandas tanto nacionales como extranjeras.
Otra banda muy importante de la década fue Los Shain's, también formados en el 1964. Fueron influenciados por bandas como The Ventures, propias de un estilo surf rock estadounidense, para luego pasar a un estilo más psicodélico. Otra banda importante fueron Los York's, quienes más bien eran influenciados por bandas británicas como The Beatles, The Rolling Stones y The Kinks. Llegaron a grabar cuatro LP.
A mediados de la década de 1960, es cuando aparecen una gran multitud de grupos con un éxito abrumador. La banda de la ciudad de Arequipa llamada Los Texao con su tema «Stone», figuraron en el puesto #2 y con «La pelea del gobernador» el puesto #28 en la lista de los Billboard en Estados Unidos en 1968. Siendo la primera banda Peruana en llegar al ranking de los Billboards. En 1970 llegan al puesto 13 de la Billboards, aunque se enteraron de este acontecimiento por amigos que vivían allá, le restaron importancia en ese momento ya que no contaban con un representante que les hubiera aconsejado no desperdiciar dicha oportunidad.
The Mad's fue una banda que no llegó a editar una placa en la década pero cuyo nivel musical fue redescubierto en los 2000, por una edición del álbum Molesto que contiene -entre otros temas- Fly Away.
La banda Laghonia, surge a fines de la década con los principales integrantes de The New Juggler Sound. Los hermanos Saúl Cornejo y Manuel Cornejo lideraron una formación que editó dos álbumes: el Glue en 1969 y el Etcétera en 1971. Entre los principales temas se encuentran Glue, Trouble Child y Billy Morsa. Saúl Cornejo y Manuel Cornejo desarrollarían en la nueva década de los setenta un proyecto denominado We All Together.

### La nueva ola
Durante ese periodo también apareció una corriente musical conocida como la Nueva ola. Los grupos y solistas de esta corriente se caracterizaban por un sonido alejado de las estridencias, los grupos más destacados fueron Los Doltons, que con temas como su versión del tema "The Last Kiss" perteneciente J. Frank Wilson and The Cavalliers o "La Ventana" lograran mucho éxito y atención de medios especializados de la época. Otras bandas muy destacadas también fueron Los Belking's, Los Silverston's y Los Datsuns.

### Auge, represión y declive (década de 1970)

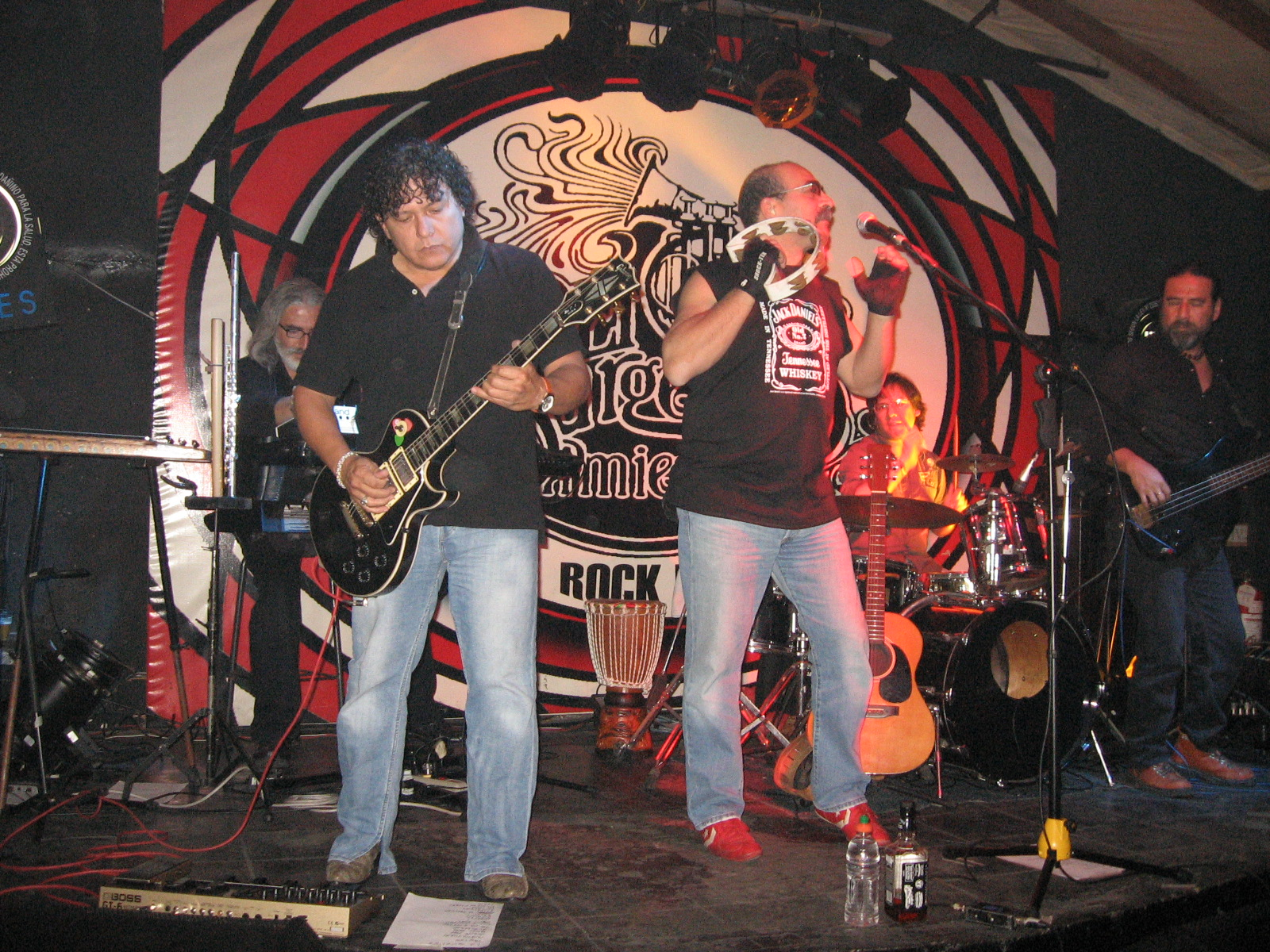
Frágil en 2007. Unos de los primeros grupos de rock progresivo de éxito masivo.

En 1968, se instauró en el Perú una dictadura militar encabezada por el General Juan Velasco Alvarado. Los argumentos centrales de su discurso remarcaban su carácter nacionalista y antimperialista. Esto implicó una serie de medidas de rechazo a la penetración cultural yanqui en la que el rock se vio directamente afectado, ya que se consideraba un medio de "alienación juvenil".
Pero no se llegaron a prohibir las matinales y, a pesar de que los principales medio de comunicación fueron confiscados jamás la radio dejó de transmitir rock. Tal vez haya sucedido todo lo contrario, que las políticas nacionalistas de la dictadura ayudaron a que se publiquen más discos de rock, y en general de todos los géneros musicales hechos en nuestro país.
Lo que sí fue lamentable fue la cancelación del concierto de Carlos Santana, cuando este se encontraba ya en el aeropuerto, que se iba a realizar en el Estadio de la Universidad Nacional Mayor de San Marcos. El Gobierno no halló excusa mejor para evitar el espectáculo que la posesión de marihuana sumado a los disturbios creados por estudiantes de izquierda de la Universidad San Marcos, algunos de ellos aún vigentes en la política peruana, que en sus manifestaciones, increíblemente, le gritaban a Santana ( nacido en Tijuana, México ) " Yankee, Go Home ".
Durante este periodo, surgieron orquestas de salsa, baladistas y grupos de música criolla que coparon el espectro de los medios. El rock estaba dominado por el Billboard estadounidense y las principales radios del país en ese género difundían música en inglés. Esta situación perduró hasta mediados de la década de 1980.

### Hard rock
A pesar de todo algunas bandas lograron seguir adelante durante el periodo entre 1968 y 1972, como The St. Thomas Pepper Smelter, encabezado por Gerardo Manuel que se volvió una de las bandas más populares de su tiempo. Luego, la banda Pax, encabezado por el guitarrista Pico Ego Aguirre, antiguo miembro de Los Shain's, se convirtió en la primera banda de Heavy metal en el Perú. Otra banda importante fue We All Together quienes desarrollaron un estilo bastante melódico influenciado directamente de The Beatles y especialmente por Paul McCartney.
Pero la banda más importante de este periodo fue Traffic Sound, quienes desarrollaron un estilo a veces hard rock y a veces psicodélico que luego se fusionó con ritmos andinos y afroperuana. Además fue la primera banda peruana que realizó una gira en el extranjero, llegando hasta Brasil y Argentina.
A principios de la década de los 70, también se forma la banda peruana-argentina Tarkus, otra banda de Heavy metal el cual no tocó muchas veces en los escenarios pero si grabó dos discos. Durante este periodo además, surgieron los primeros intentos de la fusión entre el rock y ritmos latinos y peruanos, en busca de un utópico mestizaje cultural que sigue hasta nuestros días. En ese sentido encontramos bandas como Polen y El Opio que llegaron a hacerse conocidas incluso a nivel internacional.

### El renacimiento del rock peruano (década de 1980)

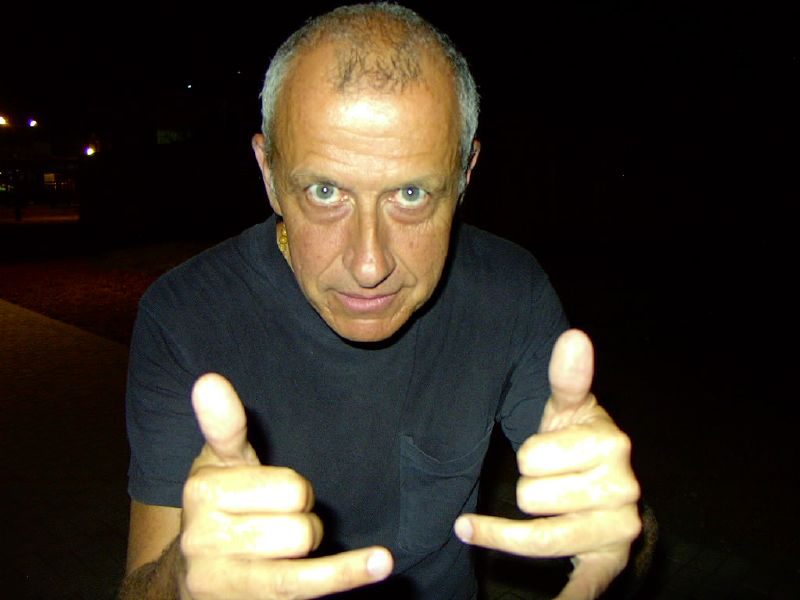
El cantautor hispano-peruano, Miki González en 2006. Es unos de los artistas más valorados de la escena roquera peruana.

El inicio de la década fue marcado por el exitoso lanzamiento del disco Avenida Larco de Frágil a comienzos de los ochenta, producido por Pantel, el cual colocó al Rock peruano nuevamente en los medios de comunicación. El canal de televisión quería ingresar al negocio discográfico, pero solo lanzó un LP más: The Elite, con selecciones de música en inglés, y luego desapareció. Otros temas editados en sendos discos simples pertenecientes a este período de la historia del rock peruano fueron Patinando de Rollets (IEMPSA) y El rock del vago de Hielo.
El movimiento roquero nacional tuvo un nuevo impulso al popularizarse el rock en español a partir de 1983 con Miguel Ríos y la incursión de Charly García y las bandas argentinas a partir de 1984. El fin del gobierno de Belaúnde y el comienzo del gobierno aprista marcan asimismo el inicio de una nueva popularización del Rock peruano.  El regreso de Pax con Pico Ego Aguirre en 1.ª guitarra, Coco Silva en bajo y voz, Juan Carlos Caipo en teclados y Nicolás Mantani en batería. También aparecerían bandas y solistas que empezarían a tocar temáticas de la realidad nacional y popular tal es el caso de RIO (quienes alcanzaron mucha popularidad fuera del país, como en el caso de Bolivia, donde el tema "La universidad" fue 16 semanas número uno en dicho país) y Miki González, que empezaba a tocar las problemáticas del país con sus temas como "Dimelo, dimelo" y "Vamos a Tocache".
Es también en esta década cuando el grupo JAS se inicia en la escena del rock peruano, lanzando talentosas composiciones como «Rock de los 80's», «Personalidad», «Ya no quiero más ska», «Hubo en el mundo», «Me voy de aquí» y «La fórmula del ska», que le permitieron dejar huella en la historia del rock peruano.
En 1988 aparecería la popular y recordada Arena Hash con Pedro Suárez-Vértiz y su gran éxito "Cuando la Cama me da Vueltas". Dentro del llamado circuito comercial del rock peruano cuyo período de apogeo se inició en la segunda mitad de 1985 y finalizó en la primera mitad de 1989 destacaron también artistas de la talla de Dudó, Autocontrol, Areopagus, Trama, Duwetto, Chachi Luján, B/O, Isis, Paradero, Clip, T-Lex, S.O.S., Beto Danelli, La Mafia, Yesabella, La Banda Azul, Siberia, Anexo 3, Pepe Ortega, Taxi, Danai y Pateando Latas, Imágenes, Johnny Rojas, Calle Sexta, Rhuedas, Samir, Fahed Mitre, Julio Caipo, Censura X, entre muchos otros cuyas canciones llegaron a los primeros lugares de los rankings radiales y realizaron giras por todo el territorio peruano, incluso abriendo shows de muchas de las bandas foráneas del género que se presentaban en suelo patrio.
En febrero de 1985 se celebró el festival Rock en Río Rímac, un evento multitudinario inspirado en Rock in Rio que marcaría la historia de la movida subterránea. Hubo una disputa entre los funcionarios municipales por la organización del evento y, durante su celebración, entraron policías  a supervisar una supuesta actividad subversiva. Posteriormente, en 1989, se celebró el primer festival de rock en el distrito de El Agustino. Este evento recibió el nombre de Agustirock y se organizó mediante la formación de un colectivo local para promover nuevos estilos musicales de sectores populares.

### La movida del rock subterráneo
Los primeros años de los años ochenta, fueron los más intrincados y revueltos en el ambiente político peruano tanto por la inflación existente como por el avance inclemente de la violencia insurgente iniciada por Sendero Luminoso y su respuesta estatal. Situaciones como ésta generaron inestabilidad social y para la música peruana esto fue letal; las disqueras no producirían más a las bandas de rock pues no había dinero para concretar proyectos ni tampoco posibilidades que permitieran avizorar un futuro promisorio para el rock en el Perú. Es ese contexto que se gesta el movimiento subterráneo, una banda de jóvenes capitalinos que se siente al margen del sistema establecido que tambaleaba y está a punto de colapsar, pero que pretendía, a pesar de ello, seguir dictando las normas; algo que estos jóvenes músicos no aceptarían pues querían experimentar cosas diferentes.
Si bien la primera etapa del rock subterráneo tuvo la magia de la gestación, del nacimiento, de la rebeldía propuesta por sus miembros; en la segunda tuvo la magia de la madurez no solo por la cantidad y diversidad de bandas, sino también por la producción de eventos y por los hechos políticos que tuvo que enfrentar para mantenerse vigente; fueron los años en los cuales hubo mayor represión, muertes, encarcelamientos y locura que de alguna manera terminaron por acorralar también a los subterráneos; muchas veces por equivocación o decisión propia sindicados como elementos disociadores. La separación y desaparición de varias bandas importantes de la escena fue inevitable.
En sus inicios, la movida subterránea era pequeña, casi excluida de los medios de comunicación. Eran pocos los jóvenes que asistían a los conciertos, que se desarrollaban básicamente en las universidades por iniciativa de los mismos alumnos involucrados en el movimiento. Los conciertos subtes eran eventos en los que casi todos los asistentes se conocían. Las bandas que aparecían en ese momento como Narcosis, Guerrilla Urbana, Zcuela Cerrada, G-3, Leusemia, Autopsia, Antifascistas, Polución Nocturna, Genocidio, Eutanasia, QEPD Carreño, TBC, Éxodo, Kaoz, Eructo Maldonado, Sor Obscena, Voz Propia, Salón Dada, Lima 13 entre otras, no solo manejaban criterios comunes, sino que además se conocían entre sí. El anarquismo, la rebeldía en abierta postura en contra del sistema establecido, eran su marca de origen, pero su gusto por la música que la mayoría de gente en el país desconocía, despreciaba o no escuchaba era lo que más los unía.

### Década de 1990 y nuevas corrientes

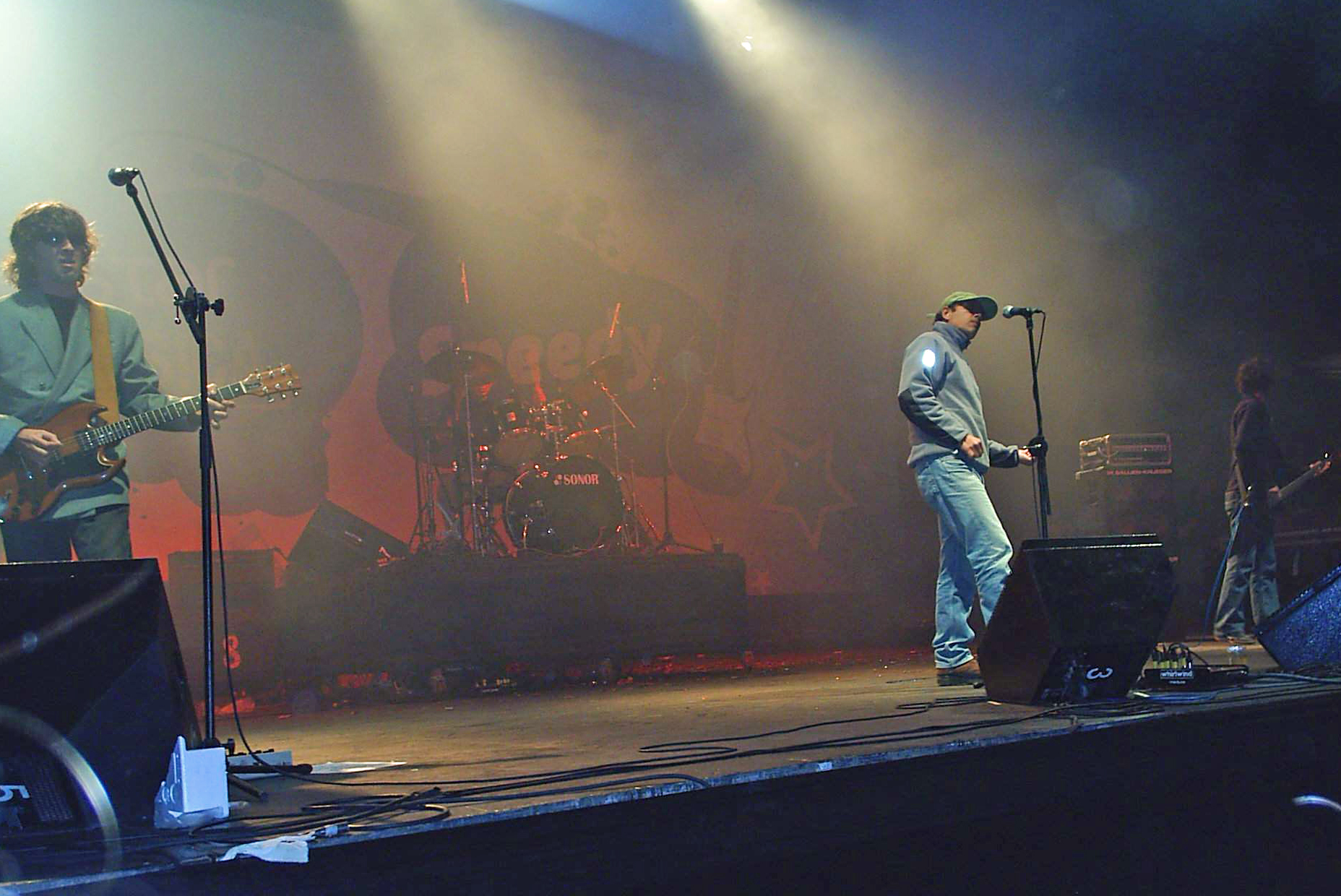
Mar de Copas en 2007.

A inicios de la década marcaría la modernización de la escena musical posterior con ciertas influencias indigenistas. Esta se desintegraría una de las bandas más importantes de la década anterior para dar vida a las exitosas carreras en solitario de sus integrantes como Pedro Suárez-Vertiz y Christian Meier, también aparecerían Sangre Púrpura con el tema «Travesti (Que te pasa Javier)» y los Nosequién y los Nosecuántos quienes, con temas como «Las Torres» (donde hacían referencia a las épocas de terrorismo) y «Los patos y las patas»; obtendrían bastante éxito y difusión. Pelo Madueño, proveniente de la banda de Miki González, forma La Liga del Sueño, que fusiona ritmos latinos con pop. Con ellos, a excepción del baladista pop Meier, se da lugar a un estilo único en el país, el rock pituco, que destacó por abarcar temas (supuestamente) cómicos (o "chacoteros" como se le suele decir a un humor algo refinado y a la vez un poco salido de tono), románticos y/o referentes de fiestas, alcohol y la playa, también por contener poco riesgo musical, dándose mayor predominancia a las influencias musicales latina y pop, al comercialismo de este último, a la nula de protesta y al poco manifiesto. Sería este el tipo de rock que se vería más beneficiado durante la década, y cuya influencia se perpetúa hasta el día de hoy en el ámbito comercial. Artistas de los ochenta como Rio y Miki González se convierten a aquel, y conforme va avanzando la década, aparecen otros exponentes, como Afrodisíaco, Libido y Los Borgia.
Esta década también vería el regreso de Leusemia y con su disco A la mierda lo demás: Asesinando al mito (1999), junto a ellos aparecieron bandas de su mismo género (punk) como 6voltios, Dalevuelta, Generación Perdida (de tendencia anarkopunk), Futuro Incierto (hxc punk), 3 al Hilo (rockandroll), Ni Voz Ni Voto (NvNv) con tendencia al metal moderno y Propiedad Privada con una mezcla experimental del pop y el rock progresivo.
También aparecería en la escena limeña roquera Mar de Copas, Vírgenes Verdugos y Amén.
Los grupos que hicieron fusiones con lo cual consiguieron llegar al público en general como Los Mojarras, La Sarita, y La Raza (que fusionaron el rap con el rock alternativo). Posteriormente repetiría en los años 2000 con Baño Calavera con el ska.
Y las bandas que fueron influenciadas por los movimientos de la época como el grunge y el britpop, entre los más destacados están Libido (que en sus inicios tuvo fuerte influencia de grupos como Radiohead y Nirvana), Cementerio Club, Huelga de hambre, Vêrtical, Arcana, Actitud Frenética  y Gaia con un sonido netamente grunge. A pesar del apoyo que dieron al polémico gobierno democrático de Alberto Fujimori, artistas como Pedro Suárez-Vértiz y Nosequien y Los Nosecuantos, continuaron siendo exitosos, suerte que no corrieron los artistas de cumbia, quienes también contribuyeron a la aceptación del régimen democrático.

### Desarrollo del Heavy Metal

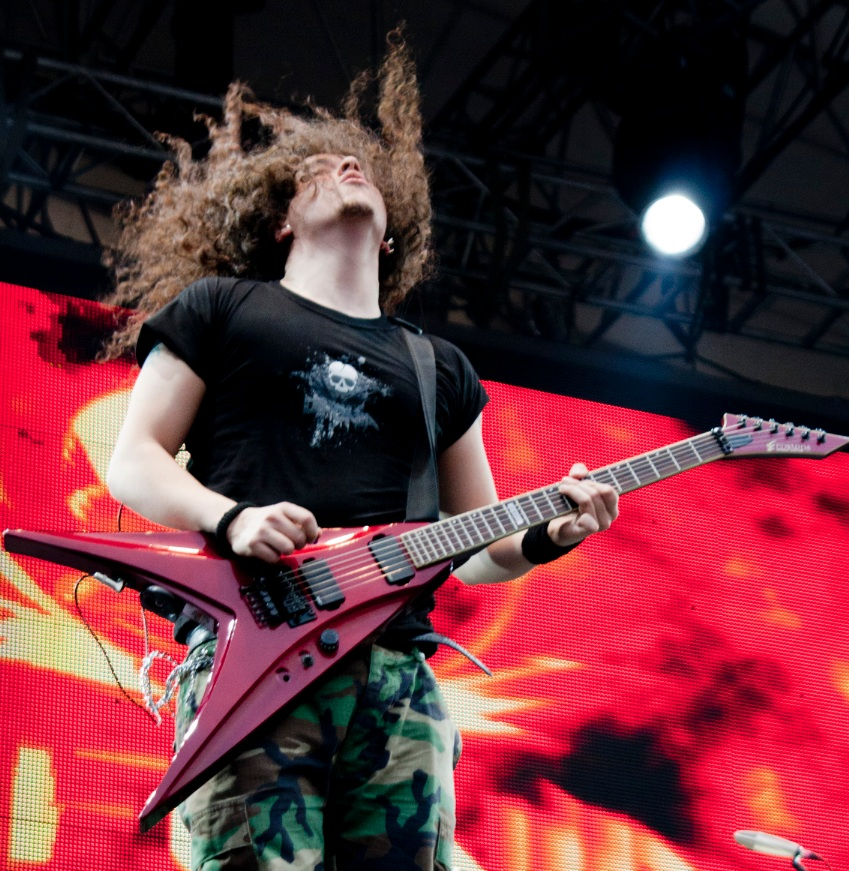
Charlie Parra del Riego en 2016. Es uno de los máximos representantes del metal peruano.

Entre 1984 y 1985 aparecen en Lima una serie de bandas de este género: Óxido, Silex, Masacre, Orgus, Headwork, Overkill, Arion, Kranium, Niebla entre las principales, quienes junto con la reaparición de Pax forjaron los cimientos de este género en el Perú, en esos primeros años hubo conciertos en Lima principalmente : en la concha acústica del parque Salazar de miraflores, en el campo de marte, Colegio San Felipe, Universidad Ricardo Palma, Plaza de Acho, Estadio de Magdalena, donde compartían también con bandas de otros géneros. Es en 1986 cuando se realiza el primer concierto exclusivamente con bandas de Heavy Metal : el 'Metal 1' en el cine Saenz Peña del Callao. En los años siguientes (87, 88, 89) el movimiento metal toma más impulso, aparecen más bandas como Almas Inmortales, Sacra, Reina Gitana, Jerusalem, Dharma, Letal, Mazo, dándose conciertos multitudinarios como el del Palacio Marsano (88), así como en la Feria del Hogar, campo de marte y otros. Paralelamente hacia 1988 aparecen las primeras bandas de metal extremo como Mortem, Hadez, Sepulcro, Trauma entre las principales, bandas que junto a Armagedon, Estrella Negra tomaron más protagonismo en la década de 1990 mientras la mayoría de las bandas de la primera oleada desaparecieron para ese entonces.
Hacia mediados de los años 1990 aparecen más bandas como Estigma, Disinter entre otras, quienes junto a las antes mencionadas y la reaparición de Masacre en la segunda mitad de esa década dieron un nuevo impulso a la movida de este género, dándose conciertos con mucha asistencia de público en la concha acústica de San Miguel, Colegio Bartolomé Herrera entre los principales.
A finales de los años 1990 se sitúa el origen de la explosión de un nuevo subgénero: el nu metal,  "Niño Malo" fue un festival de rock que se realizó el 18 de abril de 1998 en el Complejo Deportivo Niño Héroe Manuel Bonilla. Se llevó a cabo para ayudar para los damnificados por el fenómeno del niño en el verano del 98 en Perú. Se destacaron las participaciones de las bandas: D'Mente común, La Sarita (elegido grupo revelación del año) y La Raza.
A partir de ese año, hasta el año 2005 aproximadamente, es cuando llegó a su máxima difusión este género. Las bandas que destacan de esta época son: Serial Asesino, Cuchillazo, Natura, entre otros.
Sin embargo, en el transcurso de los 2005-2009 y con correlación al estado mundial de la difusión del Nu Metal, las bandas van perdiendo oyentes y muchas se separaron, hasta el día de hoy. No obstante, es a partir del año 2010 que se podría hablar de un "resurgimiento" del interés por el nu metal, en el Perú.
Agria volvió a la escena musical con un EP, luego de separarse en el 2006. En ese mismo año, Korn visita el país y tuvieron como teloneros a la banda "Por hablar", grupo que se había separado hace 7 años atrás y que había vuelto a la escena nacional el año anterior.... El año siguiente, también estuvieron de teloneros, esta vez de la banda Limp Bizkit. En el caso del rock pesado surgió la banda de rock pesado Tlön, que en 2010 lanzó su disco en Alemania con la conformación de artistas intergeneracionales.
A la par que van retornado viejas bandas, también surge una nueva generación de bandas que van adquiriendo notoriedad gracias al uso de las redes sociales, como Área 7 , Sacro y Genera
El Festival Conecta Perú, llevado a cabo el 17 de diciembre de 2015, fue un evento en el que se pudo trazar lazos comunicativos entre las distintas escenas nu metal, screamo y metalcore de Estados Unidos, España, Chile y Perú. Se presentaron las bandas Alesana, Crazy Town, 36 Crazyfists, Hamlet, 2x y Scomic; mientras que por el lado nacional estuvieron presentes los grupos :  ...Por Hablar, Natura, Gaia y Serial Asesino.
En el 2016, la banda R3set, cuyo video musical "Clavos" llegó a ser #3 en MTV LA, (Los 10 más pedidos en 2002); anunció su retorno en su fanpage, a la par que dieron a entender que estaban trabajando en la grabación de un nuevo disco.
El fenómeno de fusionar el Rock con sonidos autóctonos del país, tampoco ha sido indiferente al Nu Metal; aquí podemos mencionar como casos ejemplares a la canción "Esclavo", del disco Más Poder (2001) de La Sarita  y la canción "Desaparecer", de la banda Temptation Xplodes, en colaboración con la reconocida cantautora nacional Eva Ayllón.  Es notorio aquí el uso del Cajón y la Quijada.

## Reconocimiento y difusión internacional (2000-2010)

### El reconocimiento internacional

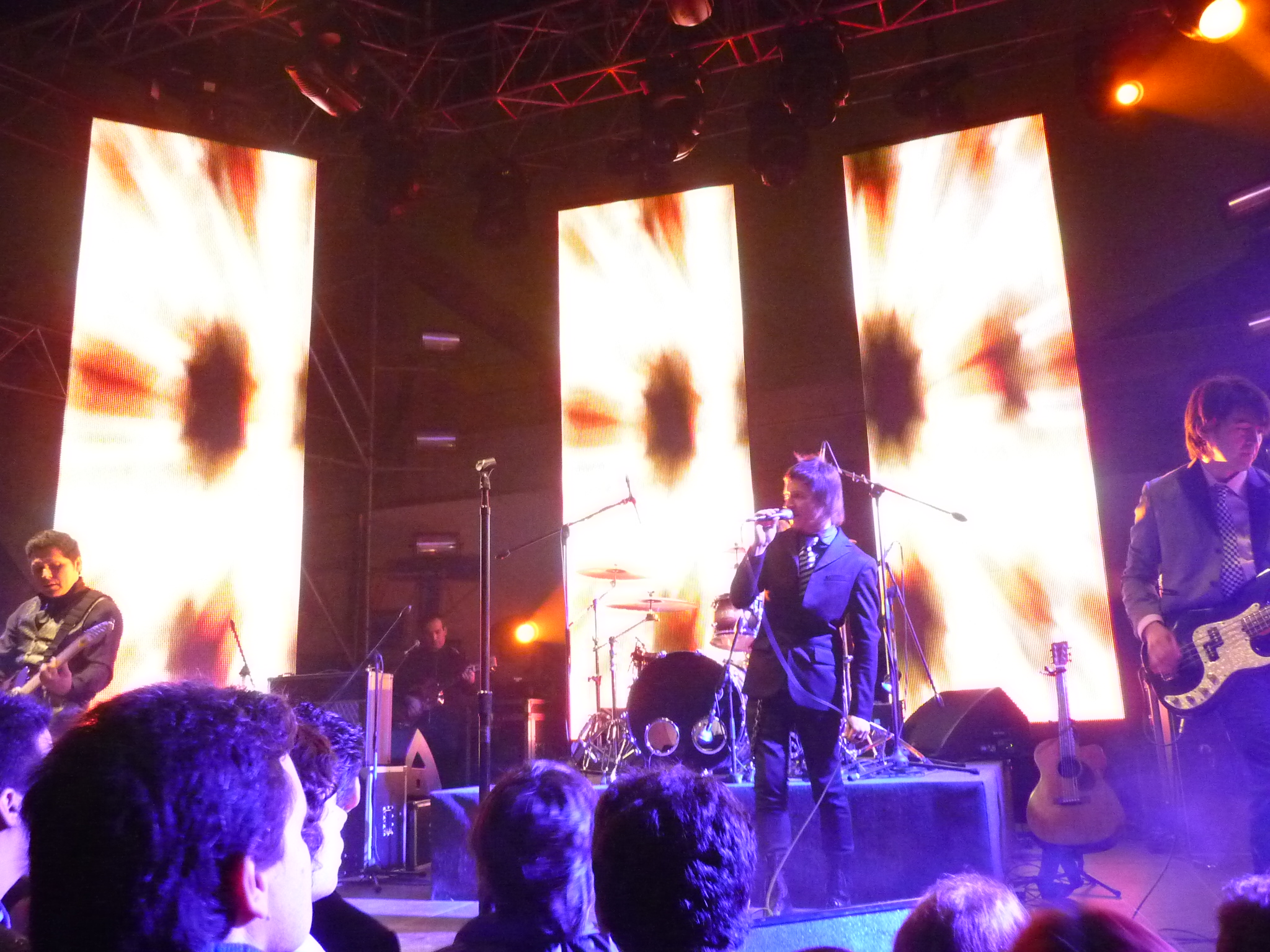
Libido en 2009.

Para inicios del nuevo milenio el rock & pop peruano llega a todos los medios y este se desarrolla con iniciativas como Red Zafiro de Pedro Suárez-Vértiz. El Instituto Nacional de Cultura tomó iniciativas para evitar la marginación cultural hacia el género musical e inició su Festival Perú Rock, e incluyó la participación de bandas femeninas en sus conciertos.
El grupo juvenil VOX tuvo el proyecto más ambicioso de la desaparecida casa disquera Sony Music Perú, que abre el camino para grupos independientes mostrando un producto novedoso y fresco para lo que hasta ese entonces había estado acostumbrado el público peruano. De la mano del productor audiovisual Percy Céspedez VOX realiza el primer videoclip peruano en formato cine. "A navegar" fue el título del video que abrió las puertas para la música peruana en el exterior, es así que TK, Zen, Cementerio Club, Ni Voz Ni Voto, Dolores Delirio, Trémolo, Campo de Almas, Madre Matilda y Libido empezarían a tener mucha difusión por cadenas internacionales como MTV, HTV, Ritmoson Latino entre otras, temas como "En esta habitación", "Sol", "Inminente Conjunción", "inmortales", "Gris", "Sin Llorar" figurarían en él los rankings de fin de año de MTV y para 2002 en la primera entrega de los premios MTV la cual se llamó MTV Video Music Awards Latinoamérica 2002. Libido obtendría el premio a Mejor Artista Sur Oeste y sería la primera banda en obtener un reconocimiento internacional para este género.
Gracias al gran trabajo del realizador audiovisual Percy Céspedez, quien se convertiría en el principal desarrollador de la videomusica en el Perú se produce desde el 2002 la invasión videográfica peruana a canales internacionales como MTV, Ritmo Son Latino, HTV, Telehit, Much Music, con videos producidos para bandas y solistas como Dolores Delirio, TK, Zen, Libido, Cementerio Club, Pedro Suárez-Vértiz, Amén, Vox, Ni Voz Ni Voto, Bareto, Theremyn_4, Diego Dibós, Anna Carina Copello, Gianmarco, Julio Andrade, Rio, Patricia Loaiza, El Diario De Hank, Big Pollo Funk, Adammo, Kendall, Vegasónica, Buraco, Trémolo (Tacna), XDinero (Arequipa), GallinaMcFly (Arequipa), Jose Arbulú, Wayo, Chick, Menos Uno, Vértigo, Noise, Resplandor, entre otros, siendo el único director latinoamericano en lograr tener dos años consecutivos el video número uno de la lista de los 100 más pedidos de la cadena MTV (2009 y 2010), más de 40 no.1's en rankings de canales internacionales llegando a ser nominado al Grammy latino el 2010 y extender su destacada carrera por todo Latinoamérica trabajando con artistas internacionales como Kalimba (México), Los Rabanes (Panamá), Black Guayaba (Puerto Rico), Jarabe De Palo (España), Andrés Cepeda (Colombia), Papá Changó (Ecuador), Julio Voltio (Puerto Rico), Paulino Monroy (México) entre otros. 
Para 2003 el rock invadiría las radios limeñas y en la segunda entrega de los MTV Video Music Awards Latinoamérica 2003, Libido obtendría su segunda lengua como Mejor Artista Central y TK obtuvo el premio a Mejor Artista Nuevo Central categoría en la que también compitió la banda nacional Zen y para los MTV Video Music Awards Latinoamérica 2004, TK obtendría su segundo premio, esta vez como Mejor Artista Central y Cementerio Club obtendría el premio a Mejor Artista Nuevo Central, sin duda uno de los mejores momentos del rock peruano el cual gozó de mucha popularidad. Para los siguientes años siguieron sacando éxitos y temas sin embargo la disolución de algunas bandas, partidas de integrantes hicieron disminuir un poco su popularidad, pero esto no fue impedimento ya que muchas bandas siguieron cosechando éxitos y nominaciones.

### La difusión del rock peruano
Tras los éxitos conseguidos por los grupos de rock en medios nacionales e internacionales, los medios de comunicación empezarían a brindar una mayor difusión tanto a bandas de Lima como también de provincias tales como Grinder y Trémolo de Tacna y el movimiento rock da paso al nuevo movimiento punk y metal en la ciudad de Tacna a partir de 1990 con las bandas: "extrema neurosis" "mutamorfo" "slogra", "cementerio", etc y sus conciertos "devastaciones Metal" , En Ayacucho se formó la movida del "Chapla Rock" con grupos tales como "Oxígeno", Geizer"(Tranvía),"Apocalipsis", " Tóxicos", "Anarquía" y muchos otros que hasta hoy siguen manteniéndolo en vigencia, por su parte en el año 2004 Javier Guerra(ex Tranvía) en solitario llegó a ganar el concurso de la ONG "SER" (servicios educativos rurales), igualmente en Ayacucho se formó ushpa que originariamente fue un Dúo, pero sus raíces fueron los músicos Ayacuchanos como Tampa, Jaime Pacheco,y el guitarrista Mr.Blues, posteriormente en la capital se consolidó Uchpa de Andahuaylas, X Dinero de Arequipa entre otras.
Entre los principales programas de difusión fueron Radioinsomnio, programa conducido por el actor y músico Sergio Galliani quien luego obtendría un espacio en televisión llamado Tv Insomnio, distorsión en la televisora estatal TNP, conducido por el exmúsico subterráneo Pedro Cornejo Guinassi y TV Rock programa que fue conducido por Cucho Peñaloza.
En la radio no comercial del momento destacó también Club Nacional con la conducción de Pedro Arévalo por Radio Miraflores, donde se emitían sesiones acústicas. La radio FM fue el principal medio de masificación del Género Rock en español, con Radios como Miraflores y Perú Rock con Javier Lishner, Radio Panamericana y sobre todo la emisora limeña que se apoderaba de los primeros lugares de sintonía de la gente joven Radio Studio 92 presentando "Rocas" Rock en Castellano con la conducción de Billy Morris.

### Años recientes y festivales con roce internacional
Las nuevas tendencias marcarían la formación de bandas como Alerta Rocket (banda de indie rock), Emergency Blanket (ganadora del People's Music Awards en Londres), Autobus banda pionera del indie rock, catalogada como la joya oculta por la cadena MTV y única banda escogida para tocar en el Concert Channel en Los Ángeles California en el 2014 grabando una sesión en vivo visto por más de 4 millones de personas en toda la región. Space Bee (finalista del concurso del Festival de Glastonbury), Ádammo (cuarteto juvenil de pop rock ganador de un premio MTV en 2009), Gris Volta (banda dentro del ranking de los mejores lanzamientos mundiales según el diario inglés The Guardian en 2011), Animesika (banda con mayor proyección internacional) y Efecto Domino (banda Pop Rock promesa 2010) actualmente en el año 2012 la agrupación peruana StereonoiZ sorprendió y obtuvo el primer lugar en la competencia internacional People’s Voice del International Songwriting Competition con la canción “Someday You Will Know”. El jurado del concurso estuvo conformado por gigantes del rock como Robert Smith, Ozzy Ozbourne, Keane, Duran Duran, entre otros. También Theremyn_4 (Música electrónica/New wave/Rock) recibe un Grand Prize y un Lennon Award en el prestigioso concurso internacional John Lennon Songwriting Contest por la canción "Fiat Lux". Por otro lado estas bandas nunca tuvieron una real conexión con el público peruano.
Desde 2001 se lanza el festival Rock en el Parque por iniciativa de la municipalidad de Lima, sus eventos se realizaron hasta 2013 junto a un conmemorativo por su 20 aniversario en 2022. Además de eso surge otros festivales como Selvámonos y Lima Rockea. Además entre 2006 y 2014 se lanzó el concurso escolar Rock in Bembos, auspiciado por la cadena de hamburguesas, para estimular a futuras bandas en el escenario nacional.
Tras algunas leyes aprobadas en el congreso nacional del Perú, empezaría la llegada de muchos artistas internacionales para lo cual se empezó con teloneros para luego ir convirtiéndose en festivales tales como el Lima Hot Festival, festival de talla internacional que hasta el momento ha tenido dos ediciones, la primera en 2008 con R.E.M. y Travis, la cual contó con la participación de Cementerio Club y Turbopótamos y la segunda edición llevada a cabo en noviembre de 2010 con Smashing Pumpkins y Stereophonics, la cual contó con la participación de las bandas nacionales Space Bee y Leusemia. Pero la primera banda de renombre internacional y contemporánea masiva que llegó al Perú en el año 2009 The Killers. a la cual asistieron unas 35,000 personas. La banda telonera encargada fue la banda pionera de indie rock Autobus quienes luego tuvieron también el encargo de abrir los conciertos de Franz Ferdinand, Janes Addiction, Colective Soul, Mac de Marco, Capital Cities, Siddartha entre otros.
En el 2012, "Las Amigas de Nadie" sacuden la escena virtual y barranquina con su álbum Sincronía. En el 2013, la banda peruana Tourista fue telonera de diversas bandas del extranjero, como Capital Cities y The Killers.

## El nuevo rock peruano (2010 en adelante)
La nueva década trajo nuevas bandas y nuevos sonidos por explorar. La facilidad para grabar, la madurez de muchos músicos, y la desfachatez para exponer sonidos personales ha generado la multiplicación de artistas con ganas de demostrar su trabajo. La salida al mercado de sellos discográficos independientes (los únicos) como Internerds Recors, A Tutiplén, Repsychled, Descabellado Records y Hype Records derivaron en el lanzamiento de nuevas bandas y solistas, como en la reedición de clásicos peruanos, en muchos casos poco conocidos.
Entre las nuevas bandas de rock peruanas, con influencias del punk, surf rock, reggae, grunge, post rock, alaternativo y música latinoamericana, se encuentran Kanaku y El Tigre, Cocaína, Laguna Pai, Los Protones, Alejandro y María Laura, Mundaka, Banana Child, Resplandor, Puna o We The Lion. Así también aparecen solistas como Francisco Chirinos, Francois Peglau, Pipe Villarán, Álex Darko, Rafo de la Cuba, La Lá, Danitse, Lorena Blume, Negra Valencia, Astronaut Project, Plutonio de Alto Grado, Los Outsaiders, NoX, Juan Gris entre otros.
El 2012 la banda Ni Voz Ni Voto retornó, luego de una pausa de 8 años, con un CD más maduro, en la cual se puede observar el crecimiento musical de sus integrantes.

### Problema con la difusión y la revolución del rock peruano (2013)
A principios del mes de mayo de 2013, se emitió un debate entre el secretario general de la Sociedad Nacional de Radio y Televisión, Alfredo Ferrero, y el presidente de la Asociación Peruana de Autores y Compositores (APDAYC), Armando Massé. El tema a tratar era sobre el porcentaje de música hecha en el Perú que debía sonar en las radios. Ante esto, Ferrero declaró que las bandas actuales no hacen un "clic" con el oyente. Sin embargo, sostuvo que sí había porcentaje de rock nacional sonando en las radios, mencionando a las bandas que siguen sonando desde los años 80.
Las declaraciones fueron el detonante para que muchas de las bandas locales empezaran a hacer sentir su malestar en redes sociales. Esto devino en una serie de acciones hechas por músicos, productores y disqueras independientes, con el fin de demostrar la calidad de las bandas actuales de rock nacional y afines. Entre las ideas, se logró reunir un gran número de firmas, con la finalidad de exigir un porcentaje de rock nacional en las radios. Con esto, algunas emisoras de rock como Oasis y Oxígeno, empezaron a incluir rock nacional contemporáneo, independiente y underground en su catálogo, y se generó más conciencia por parte de un público que ya estaba hambriento de material nuevo, lo que propulsó a muchos a interesarse por las nuevas bandas que estaban sonando, marcando así una nueva era en la historia del rock del Perú. Actualmente existen colectivos como Sonidos Latentes quienes trabajan por crear un circuito alternativo de bandas, dentro del colectivo se pueden encontrar grupos como Circo Al Eden, Era Miscela, Voz Y Noz, Liken, Kikasban; Agusto Hohagen & los Incorruptibles; etc. Además, se formó un festival para visibilizar el escenario roquero a nivel nacional e internacional, el Vivo × el Rock, como su versión netamente local Día de Rock Peruano.
Llama mucho la atención, también, el renacimiento de la llamada "Nueva Psicodelia Latinoamericana", que viene gestando a bandas y solistas que cuentan con ediciones internacionales de su material, ya sea en CD y/o vinilo, y muchas de ellas, con exposición y giras. Entre ellas encontramos al Chino Burga (La Ira de Dios, 3AM), Spatial Moods, Cholo Visceral, El Jefazo, Ancestro,  The Dead-End Alley Band, Liquidarlo Celuloide, etc, y a esta nueva escena, se le anexa una movida que venía activa desde los años 80, y que hoy se ha convertido en una pieza fundamental dentro del rock subterráneo peruano: La escena "stoner" o "pesada". Este círculo, gracias a las nuevas vías de difusión autogestionada, las redes sociales y demás, no solo han conseguido expandir la difusión de las bandas que desde hace treinta años estaban en actividad dentro del rock subterráneo, tales como Mazo, Óxido, Reino Ermitaño, entre otros, sino que también, ha dejado entrever un gran potencial en el subgénero psicodélico-pesado peruano, con nuevos talentos como Cuarzo, Satánicos Marihuanos, etc., que también están empezando a llamar la atención de sellos y difusoras internacionales. 
Para inicios del año 2014, la revista argentina Mute Magazine publicó un artículo sobre las 25 promesas del nuevo rock peruano, todo esto como consecuencia de la problemática sobre la difusión de la música nacional en los medios peruanos; el resultado ha sido la aparición de bandas nuevas de distintos géneros, todas con la característica común de ser independientes, como Contrabanda, Mandrágora rock tarma, The Waybirds, Los Outsaiders, Tourista, Astronaut Project, The Mellows, Blum, Los Raybans, Locomotor, Riviere, Vicious, Millones de colores, Imaginaria, Aeria, Los Panchos Pistolas, Subway Elephant, Fábula; Los Puficanes etc.
En el 2017, fueron convocadas para el Primavera Sound las bandas Inzul, Riviere, Tourista y Astronaut Project reinsertando la industria independiente peruana en el radar mundial.
Próximamente, en el año 2022 nacería la banda "Los Bustinza" que buscan revivir el grito de protesta del rock subterráneo, junto a canciones con un estilo cómico, a través de melodías de todo tipo. Su rock fue revolucionario y marcó lo que sería el "renacimiento del rock peruano"

### Los sellos independientes, la escena del interior del país y la Nueva Generación
Con el surgimiento de Sellos independientes como: Necio Records, Anti-rudo Records, La flor Records, Faro Discos, InClub Records, Obbie Records, etc. Los jóvenes han encontrado una plataforma en la cual desarrollarse y crear una base para una nueva industria y posicionamiento en el mercado mundial, algunos ejemplos son: Suerte Campeón, Procrastinacion 1 yo 0, Kill Amigo, Luis Guzmán, Santa Madero, Almirante Ackbar, 16 bits, Banana Child, Angelo con baja autoestima, Fiesta Bizarra, Dan Dan Dero, Los Lagartos, Millones de Colores, El Alguacil, Catervas, Empírea, Rüe Morgue 131, Aeropod, Mr. Pucho, Felyno, Wayo, Plastical People, La Reina de los Condenados, 380, Rawa, Futuro Oscuro, entre otros. Siendo destacable que muchas de éstas nuevas bandas vienen del interior del país, debido al surgimiento de gestores culturales en las diferentes ciudades de provincia.
Esta nueva generación ha visto cómo la utilización de las nuevas tecnologías, el apoyo de los sellos independientes y la difusión de contenido por vía streaming ha permitido que muchas bandas y artistas puedan mostrar su música e impulsar la visualización y escucha de sus propuestas musicales a nivel nacional e incluso internacional.
Durante la cuarentena, iniciada en 2020, se realizaron muchas presentaciones virtuales, que permitieron la difusión de las bandas en las diferentes plataformas en festivales y conciertos virtuales en que muchos artistas de esta nueva generación compartieran escenario virtual con artistas de otros países. Por otro lado, artistas de trayectoria realizaron la iniciativa Homenaje al rock que incluyó a figuras nacionales como Wicho García y Diego Bertie junto a invitados como Marco Zunino y Anahí de Cárdenas.
Luego de la cuarentena, la escena independiente se ha visto revitalizada con los lanzamientos de videoclips, discos y, sobre todo, singles que se han producido en todo el país. Protagonistas de esta nueva escena nacional son bandas como 380 de la ciudad de Arequipa con sencillos como "Sin parar" o "Clonazepam" que ha significado la presencia de esta banda en diversos conciertos en la capital y diferentes ciudades; bandas como Rockpata de la ciudad de Puno, que nos presentan propuestas en que se fusionan las quenas y zampoñas del altiplano costumbrista con la potencia del rock y también bandas de la movida underground como Rüe Morgue 131 de la ciudad de Huancayo con su rock siniestro y oscuro y dos álbumes publicados en 2021 y 2024.

## Rock del Perú en medios de comunicación
Desde los años 1980, la revista Caretas, los escritos especializados Esquina Rock, Averock, entre otros, se encargaron en cubrir acontecimientos de los nuevos estilos musicales netamente nacionales. Además, los medios audiovisuales ayudaron a la difusión de este género, como los programas:
- Distorsión, conducido por Pedro Cornejo[62][63]
- Tv Rock conducido por Cucho Peñaloza[27][64][65]
- Tv Insomnio conducido por Sergio Galliani[66]

Existe la controversia sobre la emisión de contenido en señal abierta, ya que pocas autoridades como Valentín Paniagua se tomaron en serio el proyecto de difusión cultural en medios de comunicación. En el sector televisivo, durante la llegada de Alejandro Toledo (en 2002), la administración reemplazó al conductor Pedro Cornejo, quien fue imagen de TV Perú para la difusión de rock, por Cucho Peñaloza. Para los siguientes años surgieron programas similares como Jammin, Imagen de la música, todo rock (TV Perú) y Playzlist.pe. Este último, bajo el colectivo Señor Z, permaneció con el tiempo para volverse en plataforma digital de artistas recientes. En el ámbito radial surgió el proyecto Zona 103 a finales de los años 1990 para la promoción de música emergente.
Una de las críticas es la falta de difusión musical en radios comerciales según El Comercio en 2013: de 100 sencillos de artistas nacionales, ninguno suena en la radio. Posteriormente, en 2014, Studio 92 lanzó el programa Orgullo peruano, en donde participaron más de 150 artistas. Radio Oasis estrenó en 2013 el programa Sonorama, y en 2016 el programa de entrevistas Solo por hoy . De su parte, en 2016, Radio Oxígeno, que intentó rotar con al menos ocho canciones al día de músicos conocidos en los años 1980 y 1990, se alió con BBVA para lanzar su propio programa Radio BBVA con la participación de 200 músicos bajo la supervisión de Pelo Madueño. En 2021 la mencionada radio lanzó su pódcast Viaje, sobre la historia de la música nacional. En ese 2016, se estrenó Movistar Música, su principal apuesta en forma de canal de televisión hasta su cierre en 2020. 
A mediados de los años 2010, surgió el colectivo Rock Achorao como iniciativa de promoción virtual vía Facebook; esta iniciativa se consolidó en 2017 bajo el nombre de Puntos Sonoros, en que se distribuye la escena musical en Lima. Para 2020, el colectivo formó parte de la Alianza de Medios Musicales y Culturales Iberoamericanos, Faro. Caso similar ocurrió con la revista y plataforma musical Dosis que contó en 2014 con 130 bandas, que posteriormente liberó una compilación de canciones elaboradas por tales bandas. En 2017, se lanzó el proyecto en línea Peruana Radio donde se emite música del género de todos los tiempos por el promotor y conductor de televisión Johnny López. En ese año se lanzó un proyecto de ley para imponer una franja razonable a la música nacional en la radio bajo iniciativa del congresista Sergio Tejada.